# Чемпионат Норвегии по волейболу среди мужчин
Чемпионат Норвегии по волейболу среди мужчин — ежегодное соревнование мужских волейбольных команд Норвегии. Проводится с 1946 года.
Соревнования проходят в пяти дивизионах — Элитесерии, 1-м, 2-м, 3-м и 4-м дивизионах. Организатором чемпионатов является Норвежский волейбольный союз.

## Формула соревнований (Элитесерия)
Чемпионат 2024/25 включал два этапа — предварительный и плей-офф. На предварительной стадии команды играли в два круга. Две лучшие напрямую вышли в полуфинал плей-офф, ещё два места в котором в четвертьфинальных двухматчевых сериях разыграли команды, занявшие на предварительной стадии места с 3-го по 6-е (в случае равенства побед в расчёт бралось количество очков). Эти 4 команды в формате «финала четырёх» (два полуфинала и два финала — за 1-е и 3-е места) разыграли призовые места чемпионата.      
За победу со счётом 3:0 и 3:1 команды получают 3 очка, 3:2 — 2 очка, за поражение со счётом 2:3 — 1 очко, 0:3 и 1:3 — 0 очков.
В чемпионате 2024/25 в Элитесерии участвовали 9 команд: «Колл» (Осло), «Фёрде», «ТИФ-Викинг» (Берген), «Тромсё», НТНУИ (Тронхейм), «Рандаберг», ОКСИЛ (Мюре), «ТоппВоллей Норге» (Саннес), «Лиерне». Чемпионский титул выиграл «ТИФ-Викинг», победивший в финале «Колл» 3:1. 3-е место занял «Фёрде». 

## Чемпионы
| - 1946 «Дристуг» Эмли - 1947 «Убергсмоэн» - 1948 «Убергсмоэн» - 1949 «Порсгрунн» - 1950 «Порсгрунн» - 1951 «Порсгрунн» - 1952 «Гьёвдал» - 1953 «Гьёвдал» - 1954 «Вардилд» Селосватн - 1955 «Порсгрунн» - 1956 «Порсгрунн» - 1957 «Порсгрунн» - 1958 «Вардилд» Селосватн - 1959 «Порсгрунн» - 1960 «Фризинн» Ставангер - 1961 ООП Осло - 1962 ООП Осло - 1963 «Саннхауг» Эмли - 1964 «Саннхауг» Эмли - 1965 «Саннхауг» Эмли - 1966 «Саннхауг» Эмли - 1967 НТХИ Осло - 1968 НТХИ Осло - 1969 «Осло СИ» Осло - 1970 «Осло СИ» Осло - 1971 НТХИ Осло - 1972 «Осло СИ» Осло - 1973 «Осло СИ» Осло - 1974 «Осло СИ» Осло - 1975 «Осло СИ» Осло - 1976 «Берген СИ» Берген - 1977 «Осло СИ» Осло - 1978 «Осло СИ» Осло - 1979 «Берген СИ» Берген - 1980 «Берген СИ» Берген - 1981 КФУМ Осло - 1982 «Тромсё» - 1983 «Тромсё» - 1984 «Хеллерастен» - 1985 «Тромсё» | - 1986 «Хеллерастен» - 1987 «Ульрикен» Берген - 1988 «Ульрикен» Берген - 1989 «Ульрикен» Берген - 1990 «Рандаберг» - 1991 «Шиен» - 1992 «Колботн» - 1993 «Шиен» - 1994 «Шиен» - 1995 «Ботсфьорд» - 1996 «Ботсфьорд» - 1997 «Нюборг» Берген - 1998 «Ашим» - 1999 «Мушёэн» - 2000 «Нюборг» Берген - 2001 «Кристиансунн» - 2002 «Нюборг» Берген - 2003 «Кристиансунн» - 2004 «Тромсё» - 2005 «Нюборг» Берген - 2006 «Кристиансунн» - 2007 «Тромсё» - 2008 «Фёрде» - 2009 «Нюборг» Берген - 2010 «Нюборг» Берген - 2011 «Нюборг» Берген - 2012 «Нюборг» Берген - 2013 «Фёрде» - 2014 «Нюборг» Берген - 2015 «Нюборг» Берген - 2016 «Нюборг» Берген - 2017 «Викинг» Берген - 2018 «Викинг» Берген - 2019 «Фёрде» - 2020 «ТИФ-Викинг» Берген - 2021 Чемпионат остановлен. Итоги не подведены. - 2022 «Колл» Осло - 2023 «ТИФ-Викинг» Берген - 2024 «Колл» Осло - 2025 «ТИФ-Викинг» Берген |

## Источник
- Волейбол. Энциклопедия/Сост. В. Л. Свиридов. Москва: Издательства «Человек» и «Спорт» — 2016.